# Донбасс (танкер, 1935)
«Донбасс» — советский танкер типа «Эмба», участник арктических конвоев во время Великой Отечественной войны, в том числе конвоя PQ-17.

## История
Танкер был построен в 1935 году в г. Николаеве. Приписан к пароходству «Совтанкер».
В 1940 году судно передано в Дальневосточное морское пароходство, в 1941 году приписано к порту Мурманск. В 1941—1942 годах «Донбасс» использовался Северным флотом в качестве военного транспорта. Вооружение танкера состояло из двух 76,2-мм орудий и нескольких крупнокалиберных пулемётов.

### В составе конвоя PQ-17
Под командованием капитана М. И. Павлова участвовал в конвое PQ-17.
4 июля 1942 года на пути в Архангельск с грузом из 10 тонн льняного масла и 71 тонны военных грузов подвергся атаке нескольких десятков немецких торпедоносцев, из которых огнём зенитных средств сбил два. В 8:00 6 июля подобрал из трёх спасательных лодок экипаж (51 чел.) американского транспорта «Даниэль Морган» (Daniel Morgan), торпедированного немецкой подводной лодкой U-88.
За отличное выполнение задания Советского правительства и проявленное мужество Президиум Верховного Совета СССР наградил многих членов экипажа танкера «Донбасс» орденами и медалями. Кроме того, за этот рейс капитан М. И. Павлов был награждён английским орденом «За боевые заслуги», а старший механик М. М. Фёдоров крестом «За боевые заслуги».

### Гибель
4 ноября 1942 года под командованием капитана В. Э. Цильке вышел из бухты Белужьей (Новая Земля) одиночным порожним рейсом на Рейкьявик, где должен был войти в состав конвоя. 5 ноября на широте Маточкиного Шара был атакован одиночным бомбардировщиком, но сумел уклониться от бомб.
7 ноября в 13:58 в районе островов Надежды и Медвежий, в точке с координатами 76°25" СШ, 45°54" ВД, был атакован немецким эсминцем Z-27 (en:German destroyer Z27, тип 1936A).
Судно загорелось, а в 14:00 было поражено двумя торпедами в центральную часть, но держалось на плаву. Артиллерия эсминца подавила огневые средства танкера. В 14:25 эсминец выпустил ещё две торпеды, попадание которых оторвало носовую часть танкера, однако корма ещё какое-то время держалась на плаву.
- Командир[3] фашистского эсминца писал, что решил потопить танкер с дистанции в 2.000 метров веерной атакой из трёх торпед. Экипаж танкера грамотным манёвром уклонился от неё. Тогда эсминец обстрелял танкер из орудий главного калибра и, разбив машинное отделение, вызвал на судне пожар. Танкер продолжал вести прицельный артиллерийский огонь. Тогда, сократив расстояние до 1000 метров, эсминец выпустил ещё несколько торпед, одна из которых поразила танкер и расколола его пополам.

49 членов команды танкера погибли, 15 (включая капитана, старшего офицера и одну из пяти женщин в экипаже) спаслись на плоту и были взяты в плен.
- Помимо членов команды на борту находился советский разведчик-нелегал Арнольд Дейч, который должен был попасть из Мурманска в Аргентину. Дейч участвовал в бою с эсминцем в составе артиллерийской прислуги на носу танкера. В момент взрыва торпеды он, уже раненый, был там и погиб.

Перед гибелью судна экипаж успел дать радиограмму в штаб флота, благодаря которой был изменён маршрут следования конвоев.
9 ноября 1942 года пленных доставили в порт Алта (Северная Норвегия) и сдали береговой охране, направившей их в норвежский лагерь для военнопленных. В феврале 1943 года их переправили в Гдыню (Польша) и поместили в концлагерь для моряков.

## Дальнейшая судьба экипажа
Валентин Николаевич Тимофеев (1920—1984) — судовой моторист 2 класса. В плену прошёл концлагеря в Норвегии, Польше, в том числе лагерь Штуттгоф. Из плена бежал. После войны, несмотря на «заработанные» в концлагерях туберкулёз и отбитое лёгкое, продолжил ходить в море, после списания переехал из Владивостока в Куйбышев, где работал на строительстве Барабинской ГРЭС, ему был доверен первый запуск турбины станции. Умер 9 мая 1984 года.